# Gulyás Pál (költő)

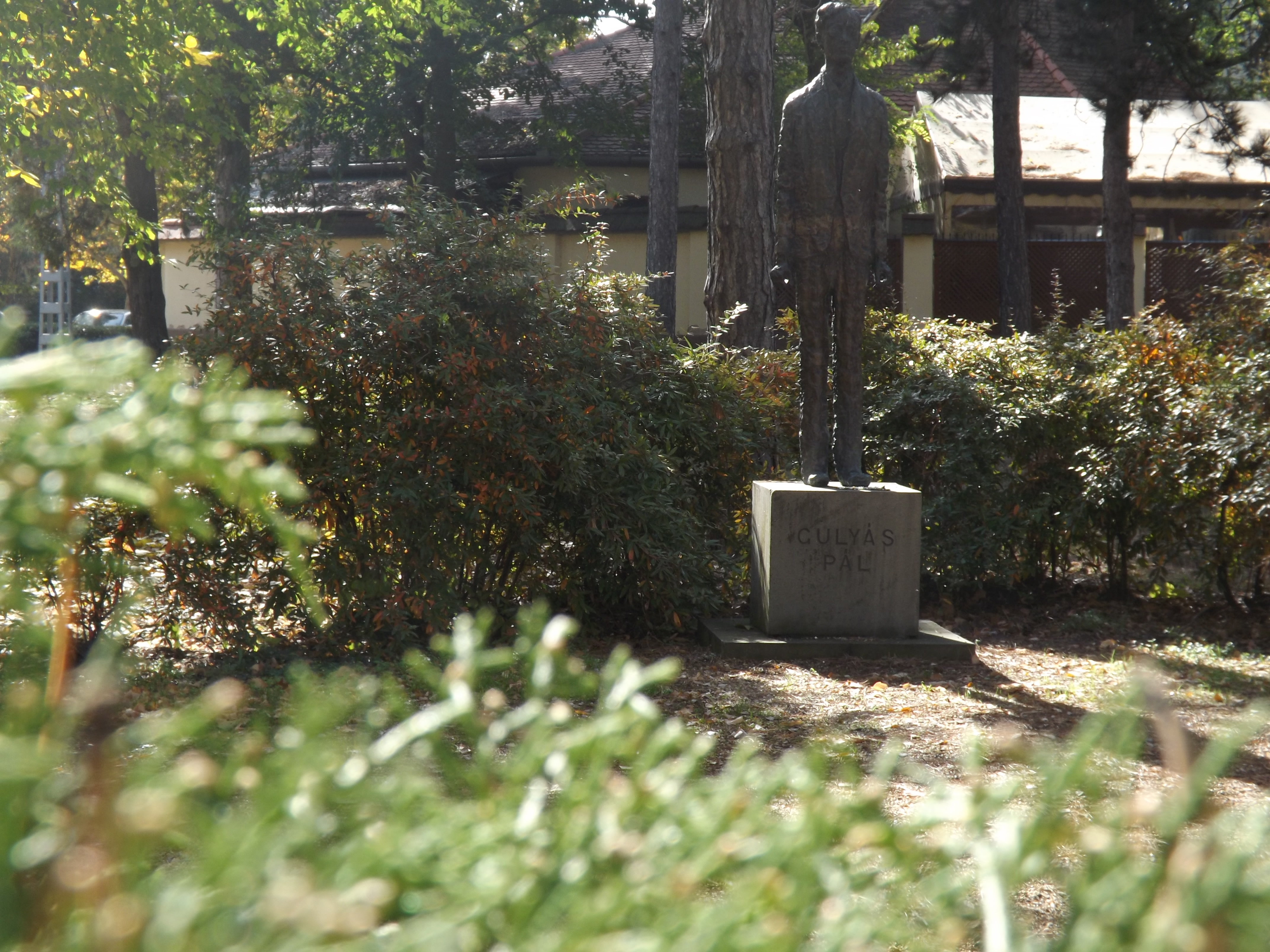
Gulyás Pál költő szobra Debrecen Nagyerdő, Medgyessy sétány

Gulyás Pál Lajos (Debrecen, 1899. október 27. – Debrecen, 1944. május 13.) magyar költő, tanár.

## Életpályája
Szülei Gulyás István debreceni tanár (1867–1941) és Both Zsuzsanna voltak. A Debreceni Református Kollégiumban tanult. Szülővárosában szerzett tanári és bölcsészdoktori oklevelet. A Tanácsköztársaságot 1919-ben verssel üdvözölte. Első műve 1923-ban jelent meg. 1924-ben Hajdúböszörményben a Bocskai István Gimnáziumban tanított, 1925–1926 között Kiskunhalason volt tanár. Ezután a debreceni Iparostanonc Iskolában kapott állandó munkát. 1927-ben alapító tagja volt a debreceni Ady Társaságnak, melyben később vezető tisztséget töltött be. 1928-ban a Napkelet költői pályázatán első díjat nyert. 1934-ben Fülep Lajossal és Németh Lászlóval együtt szervezője, főszerkesztője volt a népi írók lapjának, a Válasznak. Élete utolsó éveiben szoros szellemi kapcsolatot ápolt Hamvas Bélával.

## Költészete
A népi írók csoportjához tartozó, eredeti hangú, erősen gondolati jellegű lírikus. A világnyelveken kívül finnül, ógörögül, izlandi nyelven és románul olvasott. Korai költészetére a német líra és a Nyugat nagyjai hatottak, de filozófiai érdeklődése is megmutatkozik verseiben, befolyással volt rá többek között Oswald Spengler krizeológiai történelem-szemlélete. 
Az 1930-as években a népi mozgalom poétikai törekvéseihez csatlakozva formavilágában is követve szólaltatta meg a néphagyományokat. A vidéki irodalom fontosságát hangsúlyozta, és Debrecenben kívánt szellemi központot kialakítani. Érzékeny idegekkel fedezte fel a háború felé haladó ország veszélyeztetettségét (Csokonai gúlája előtt), elutasította a német és olasz orientációjú külpolitikát (Nibelungi köd, Isten követje), kozmikus látomásokban jelenítette meg a közelgő pusztulás képeit (A Biblia siratása, Új vanitatum vanitas). Az Alföld csendjében (1943) című kötetében vált éretté költészete. 
A finnugor folklórban találta meg a mintát, amelyhez a népi jellegét kifejezni kívánó magyar költészetnek Gulyás felfogása szerint igazodnia kellene. Út a Kalevalához (1937) című tanulmánya szerint a finn népi eposz világképében "egy pentatonikus lényegre redukált s abból újrafejlesztett, újra hatványozott népiségben" található meg az a harmonikus életérzés és kultúra, amely leküzdheti a XX. század szellemi válságát. Ezt a mitikus népiséget állította esztétikájának középpontjába, és kérte számon a kor magyar irodalmán.

## Művei
- Lenau szonettjei; ford. Gulyás Pál; Jóba Elek könyvnyomdája, Nyíregyháza, 1923
- Gulyás Pál–Juhász Géza: Testvér gályák. Versek; Jóba Ny., Nyíregyháza, 1923
- Misztikus ünnepi asztal; Budapest : Egyetemi Ny., 1928
- Tékozló; Nagy K. és Tsa., Debrecen, 1934 (Új írók)
- Út a Kalevalához; Debreceni Ady Társaság, Debrecen, 1937 (Új írók)
- A legelső Csokonai-életrajz. Domby Márton Csokonai-tanulmánya 1817-ben; Ady Társaság, Bp., 1940
- Homéros 1936-ban; Ady-Társaság, Bp.–Debrecen–Pécs, 1940 (Magyar éjszakák)
- Költők sorsa Debrecenben; Debreceni Ady-Társaság, Debrecen–Kassa, 1940 (Magyar éjszakák)
- Az Alföld csendjében; Magyar élet, Bp., 1942
- Gulyás Pál válogatott versei; vál., sajtó alá rend., utószó Gulyás Klára, bev. Hubay Miklós; Szépirodalmi, Bp., 1957
- Gulyás Pál válogatott versei; vál. Fodor András, bev. Németh László, jegyz. Gulyás Klára; Kozmosz, Bp., 1971 (A magyar irodalom gyöngyszemei)
- Világító álom; vál., szerk., utószó Borbély Sándor; Móra, Bp., 1982
- Gulyás Pál, 1899–1944; vál. Nagy János, bev. Sebők Vilma; Hajdú-Bihar megyei Könyvtár, Debrecen, 1983
- A viharzó diófa. Válogatott versek és műfordítások; vál., összeáll. Parancs János; Magvető, Bp., 1984
- Nyugaton át kelet felé. Tanulmányok; összeáll. Gulyás Klára, Lisztóczky László; Kráter, Bp., 1993 (Teleszkóp)
- Adj ideákat az időnek! Kerényi Károly és Gulyás Pál barátságának dokumentumai; sajtó alá rend., előszó, jegyz. Lisztóczky László; Kráter, Bp., 1989
- Egy barátság levelekben. Gulyás Pál és Németh László levelezése; sajtó alá rend., jegyz. Gulyás Klára és G. Merva Mária, utószó Gulyás Klára; Petőfi Irodalmi Múzeum, Bp., 1990
- Nyugaton át kelet felé. Tanulmányok; összeáll. Gulyás Klára, Lisztóczky László; Kráter, Bp., 1993 (Teleszkóp)

## Díjai, elismerései
- Baumgarten-díj (1944)